# 佗城镇
佗城镇，又称佗城、赵佗故城，是中国广东省河源市龙川县下辖的一个镇，位于龙川县的南部。佗城镇是一个历史悠久的古城，广东最早的县城治所，被称「珠江东水开端，岭南古县第一」、岭南客家文明发祥地之一。前214年，秦始皇派兵平定南越之后，龙川县第一任县令赵佗即在此筑城设立治所，佗城也因赵佗而得名。直到1949年，佗城一直是龙川县的政治、经济和文化中心。佗城境内古迹众多，主要有坑仔里遗址、正相塔、龙川学宫、大成殿、越王井、越王庙等。区域面积218平方千米。
2004年，全镇人口为3.8万人。

## 行政区划
现辖17个村和1个社区：
佗城社区、佗城村、新渡村、佳派村、胜利村、塔西村、高涧村、枫深村、大江村、梅村、东瑶村、亨渡村、上蒙村、叶布村、三印村、东坑村、坪田村和灵江村。

## 交通
境内交通便利， 205国道、 梅河高速公路、京九铁路、广梅汕铁路、赣深客运专线和龙龙高速铁路穿越全镇。
- 京九铁路：佗城站
- 赣深客运专线、龙龙高速铁路：龙川西站